# Hans-Christian Mathiesen
Hans-Christian Mathiesen (født 11. april 1965 i Roskilde) er en dansk generalmajor. 
Mathiesen gik ind i Forsvaret i 1984, blev sekondløjtnant af reserven i 1985 og premierløjtnant af linjen i 1989. Han havde ledelsesposter fra delingsfører til brigadechef.  I 2003-2006 var han kommunikationschef i Forsvarskommandoen og medvirkede i dokumentarudsendelserne K-notatet og Den Hemmelige Krig. Han var chef for Hærstaben 2014-2018.

## Nepotisme-sagen
Mathiesen er dømt i en straffesag, hvor han var tiltalt for embedsmisbrug og grov pligtforsømmelse med krav om frihedsstraf. Sagen, som førtes for Retten i Viborg, startede den 4. maj 2020 og der faldt dom den 19. maj 2020.
. Byretten idømte Mathiesen 60 dages ubetinget fængsel. Han ankede på stedet. Hans forsvarer mente, at der kun var tale om mindre forseelser, som kunne håndteres disciplinært. Ankesagen blev behandlet ved Vestre Landsret, som den 24. august 2020 skærpede straffen til tre måneders ubetinget fængsel.
Mathiesen var anklaget for fem forhold:5 En instruks om at ændre kriterierne for optagelse på en attraktiv uddannelse efter ansøgningsfristens udløb var den alvorligste. Ændringen indebar, at Mathiesens kæreste (senere hustru) kunne komme i betragtning og blev optaget.
Sagen opstod, da netmediet Olfi.dk 18. oktober 2018 kunne afsløre, at optagelseskriterierne var ændret. OLFI havde gravet i sagen i over et år.
Pressens behandling af sagen førte i oktober 2018 til Forsvarets Auditørkorps' undersøgelse.:9 Den 24. oktober blev Mathiesen fritaget for tjeneste som chef for Hærstaben; ved en rokade blev han 1. september 2019 placeret i et "midlertidigt stillingsnummer" i Forsvarskommandoen.
Hans-Christian Mathiesen blev afskediget uden varsel 21. september 2020 via en besked i e-Boks. Den tidligere hærchefs løn ophørte dagen efter. Mathiesen tog selv kort efter dommen initiativ til at aflevere sit Kommandørkors.